# Hamber Provincial Park
Der Hamber Provincial Park ist ein Provincial Park in der kanadischen Provinz British Columbia. Das etwa 250 km² große Schutzgebiet umfasst einen fast unberührten Abschnitt der kanadischen Rocky Mountains.
Bei dem Park handelt es sich um ein Schutzgebiet der Kategorie II (Nationalpark).

## Geographie

Lage des Hamber Provincial Parks

Der Park liegt im Westen der Provinz British Columbia an der Grenze zu Alberta und grenzt dort auch an den Jasper-Nationalpark. Der Park liegt westlich der kontinentalen Wasserscheide, die Berge im Park sind rau und vergletschert. In der umgebende Region finden sich das Columbia-Eisfeld und das Clemenceau-Eisfeld.
Im Park liegt der Fortress Lake, aus dem in Richtung Osten der Wood River zum Columbia River abfließt.
Im Osten des Parks liegt der Fortress Pass. Mit einer Höhe von 1335 m ist der Fortress Pass einer der niedrigsten Pässe über die kanadischen Rockies über den keine Straße oder Eisenbahn führt. Gleichzeitig ist dies der niedrigste Punkt im Park.
Der Chisel Peak ist mit 3046 m der höchste Punkt im Park. Nördlich der Parkgrenzen liegt der, mit 3007 m, etwa gleich hohe Fortress Mountain.
Der Park ist ein sogenannter Back Country Park, da er nicht über öffentliche Straßen erreicht werden kann. Grundsätzlich ist der Park nur zu Fuß vom Parkplatz bei den Sunwapta Falls im Jasper-Nationalpark erreichbar. Vom Parkplatz aus sind es 24 Kilometer bis zum Fortress Lake, wobei dabei der Chaba River durchwatet werden muss. Die nächstgelegenen Städte in British Columbia sind Valemount im Norden und Golden im Süden.

## Geschichte
Der Park wurde 1941 gegründet und nach Eric Hamber, Vizegouverneur von British Columbia von 1936 bis 1941 benannt. Ursprünglich war der Park mit rund 10.100 km² wesentlich größer als heute und reichte bis an den Columbia River. Weil weite Teile dieses Gebiets forstwirtschaftlich genutzt wurden und der Columbia River zur Energiegewinnung aufgestaut wurde, wurde das Parkgebiet 1961 radikal verkleinert. Seine heutigen Grenzen wurden zuletzt im Jahre 2004 festgelegt. Dabei wuchs der Park im Vergleich zur vorherigen Grenzziehung im Jahr 2000 wieder um etwa 600 ha an. Seit 1975 wurde der Park bewusst als Wildnis ohne wesentliche touristische Einrichtungen geführt.
Seit 1990 gehört er als Teil der Canadian Rocky Mountain Parks mit zum Weltnaturerbe der UNESCO, das außerdem die Nationalparks Banff, Jasper, Yoho und Kootenay sowie die Provincial Parks Mount Assiniboine und Mount Robson umfasst.

## Flora und Fauna
Innerhalb des Ökosystems von British Columbia wird das Parkgebiet der Engelmann Spruce—Subalpine Fir Zone und der Alpine Tundra Zone zugeordnet. Diese biogeoklimatischen Zonen zeichnen sich durch das gleiche bzw. ein sehr ähnliches Klima und gleiche oder ähnliche biologische sowie geologische Voraussetzungen aus. Daraus resultiert in der jeweiligen Zonen dann ein sehr ähnlicher Bestand an Pflanzen und Tieren.
Die Vegetation im Park wird von alpinen Wiesen und subalpinen Fichten-Urwäldern mit Engelmann-Fichten, Berg-Hemlocktannen sowie Felsengebirgs-Tannen und sehr dichtem Unterwuchs dominiert. Die Tierwelt umfasst Grizzlybären, Schwarzbären, Schneeziegen, Wapitis und Maultierhirsche sowie andere für die Rocky Mountains typische Tierarten. Der Fortress Lake ist reich an Bachsaiblingen.

## Touristische Einrichtungen
Der Park ist eine abgelegene Wildnis mit nur wenigen touristischen Einrichtungen. Seit der Anerkennung des Parks als Weltnaturerbe sind die Besucherzahlen dennoch von 100 pro Jahr auf etwa 500 pro Jahr angestiegen, so dass die Parkverwaltung einen einfachen Zeltplatz und rudimentäre Sanitäranlagen am Ostende des Fortress Lake angelegt hat. Wegen der hier lebenden Bären hat die Parkverwaltung einen Bear Pole für die Lebensmittel der Wanderer errichtet. Drei weitere Zeltplätze finden sich am Nordufer des Sees.
Am Chisel Creek Fan am Südufer des Sees befindet sich zudem ein privat betriebenes Anglercamp, das per Wasserflugzeug erreichbar ist.